# Prix de l'Académie nationale du cinéma
Le Prix de l'Académie nationale du cinéma est une récompense décernée de 1982 à 1992 au mois de décembre. L'Académie nationale du cinéma a été créée en 1982 en France par Charles Ford, Max Douy et Jean Dréville et a été dissoute en 1993.

## Lauréats
- 1982 : L'Honneur d'un capitaine de Pierre Schoendoerffer
- 1983 : Coup de foudre de Diane Kurys
- 1984 : La Diagonale du fou de Richard Dembo
- 1985 : Trois hommes et un couffin de Coline Serreau
- 1986 : Jean de Florette de Claude Berri
- 1987 : Le Grand Chemin de Jean-Loup Hubert
- 1988 : L'Ours de Jean-Jacques Annaud
- 1989 : Le Grand Bleu de Luc Besson
- 1990 : Cyrano de Bergerac de Jean-Paul Rappeneau
- 1991 : Mayrig de Henri Verneuil
- 1992 : Un cœur en hiver de Claude Sautet